# Georgios Skotadis
Georgios Skotadis (griechisch Γεώργιος Σκοτάδης, * 1874; † unbekannt) war ein griechischer Sportschütze.

## Erfolge
Georgios Skotadis, der für Panellinios GS startete, nahm an den Olympischen Zwischenspielen 1906 in Athen in zwei Pistolen-Wettkämpfen teil. Mit der Schnellfeuerpistole belegte er den 22. Rang, während er mit dem Militärrevolver mit 30 Treffern und dabei 240 getroffenen Ringen hinter Louis-Marcel Richardet und Alexandros Theofilakis Dritter wurde, womit er die Bronzemedaille gewann.